# Water of Aven
Das Water of Aven ist ein Bach in der schottischen Council Area Aberdeenshire.

## Beschreibung
Das Water of Aven fließt vom Nordufer des Loch Tennet zwischen den Hügeln Mount Battock (778 Meter) im Osten und Hill of Cammie (618 Meter) im Westen ab. Loch Tennet selbst liegt in der Council Area Angus. Der Abfluss des Water of Aven markiert die Grenze zwischen Aberdeenshire und Angus (historisch: Forfarshire). Groome gab in den 1880er Jahren die Quellhöhe mit 1700 Fuß (518 Meter) an. Aus der aktuellen Karte der Ordnance Survey ergibt sich jedoch eine geringe Abflusshöhe von etwa 485 Metern. Historisch bildete das Water of Aven bis zu seiner Mündung die Grenze zwischen den traditionellen Grafschaften Aberdeenshire und Kincardineshire. Auf der Karte von 1882 ist ein etwa 800 Meter langer Abschnitt verzeichnet, auf welchem der gesamte Bach sowie kleine Flächen am linken Ufer zu Kincardineshire gehören. Die Grenze folgt hier dem alten Bachlauf, dessen Bett sich auf diesem Abschnitt etwa 100 Meter nach Osten verlagert hat. Da Kincardineshire zwischenzeitlich in der Council Area Aberdeenshire aufgegangen ist, besteht diese Grenze heute nicht mehr.
Das Water of Aven folgt einer nordöstlichen Richtung und mündet nach etwa 15 Kilometern nahe dem Weiler Finzean in das Water of Feugh. Durch eine dünnbesiedelte, bewaldete Region Aberdeenshires verlaufend, passiert das Water of Aven keine Siedlungen. Auf seinem Lauf nimmt es verschiedene Bäche auf. Sind seine Ufer heute unbesiedelt, so existieren jedoch Spuren historischer Besiedlung entlang des Unterlaufs. Neben dem Water of Dye ist es der Hauptzufluss des Water of Feugh.

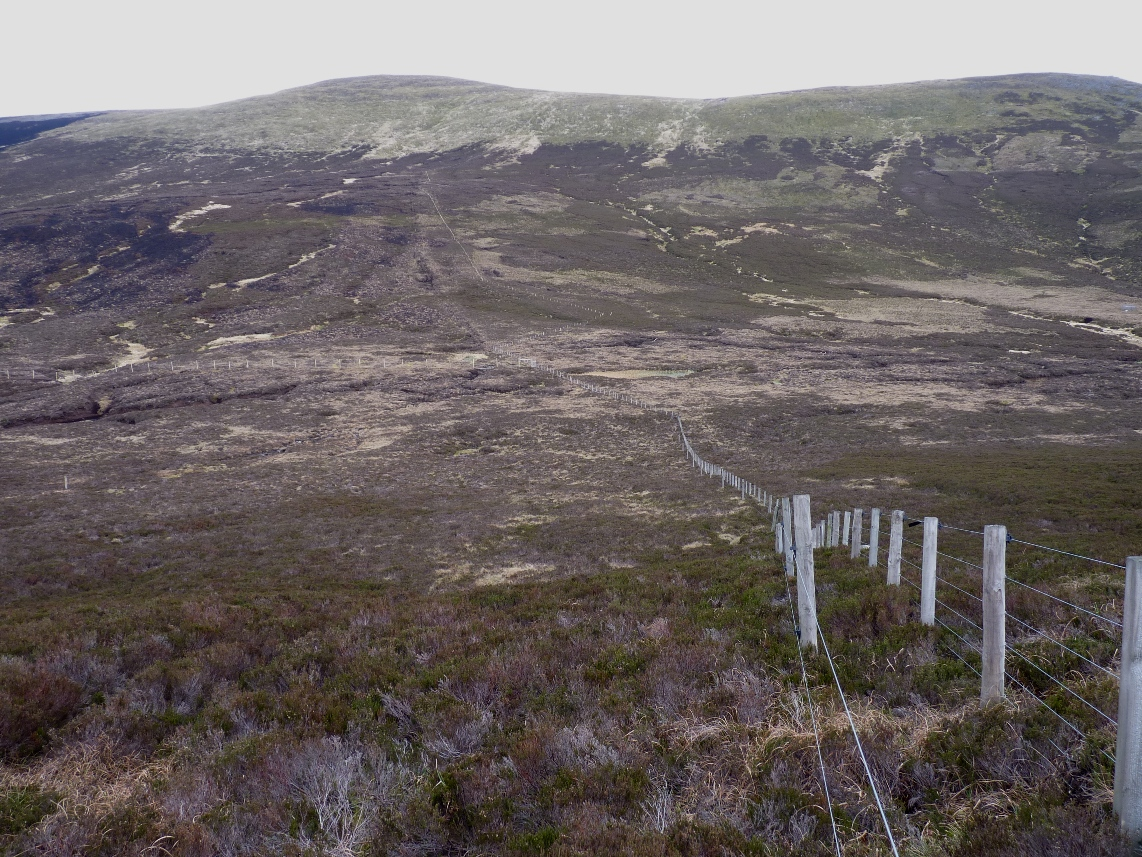
Blick vom Hill of Cammie. Der Zaun markiert die Grenze zwischen Aberdeenshire und Angus. Der Loch Tennet liegt rechts des Zauns in Angus.
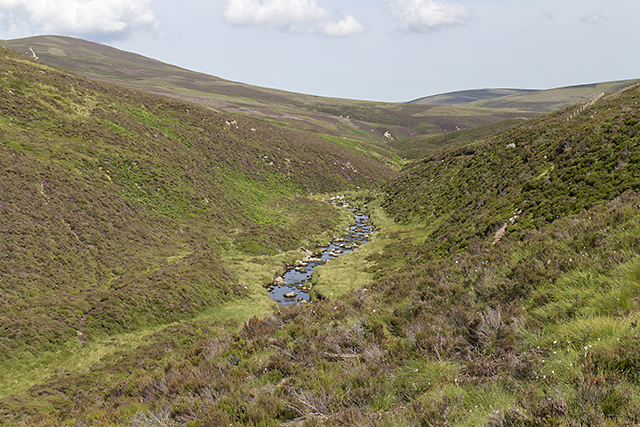
Oberlauf des Water of Aven
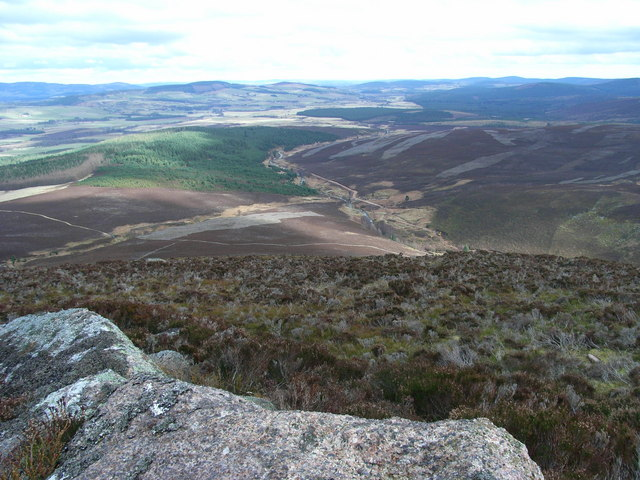
Blick über das Tal des Water of Aven